# 1959 في فرنسا
فيما يلي قوائم الأحداث التي وقعت خلال عام 1959 في فرنسا.

## سياسة

### تعيين في المنصب
- 1 يناير – بيير باربييه رئيس بلدية [الإنجليزية]‏.
- 1 يناير – فرنسوا ميتران رئيس بلدية [الإنجليزية]‏،عضو مجلس الشيوخ الفرنسي.
- 8 يناير – أندريه مالرو وزير دولة  [لغات أخرى]‏.
- 8 يناير – إيفون ديغول spouse of the President of France  [لغات أخرى]‏.
- 8 يناير – شارل ديغول رئيس فرنسا.
- 8 يناير – ميشال دوبريه رئيس الوزراء الفرنسي.

### انتهاء فترة المنصب
- 8 يناير – رينيه كوتي رئيس فرنسا.
- 8 يناير – شارل ديغول وزير الدفاع الوطني الفرنسي ‏.
- 20 مايو – فيليكس هوفويت-بواني وزير دولة  [لغات أخرى]‏.
- 15 يوليو – هوبير ماغا نائب فرنسي.

## رياضة
- 1 يناير – سباق باريس روبيه 1959
- 5 يوليو – جائزة فرنسا الكبرى 1959 الفائز توني بروكس.

## أفلام
من الأفلام التي صدرت هذه السنة في فرنسا:
- 12 يونيو – أورفيوس الأسود من إخراج Marcel Camus [الإنجليزية]‏.

## مواليد

### يناير
- 1 يناير – ميشال أونفراي فيلسوف فرنسي.
- 3 يناير – ماري أميرة ليختنشتاين
- 28 يناير – فرانك دارابونت
- 31 يناير – بيير أيم مصوّر سينمائي فرنسي.

### فبراير
- 1 فبراير – جاك بولي متسابق دراجات نارية فرنسي.

### مارس
- 15 مارس – فريديريك فرجيه كاتب فرنسي.
- 18 مارس – دومينيك غارد درّاج طريق فرنسي.
- 18 مارس – لوك بيسون

### أبريل
- 8 أبريل – آلان بوندو دراج فرنسي.

### مايو
- 1 مايو – ياسمينا رضا
- 14 مايو – ستيفان ميرتنز متسابق دراجات نارية بلجيكي.
- 21 مايو – ماريلين ديسبيول روائية فرنسية.
- 28 مايو – باسكال بورتس لاعب كرة مضرب فرنسي.
- 30 مايو – غيل إكويم

### يونيو
- 8 يونيو – هوبير فيلود لاعب كرة قدم.
- 22 يونيو – دانييل زيريب لاعب كرة قدم فرنسي.

### يوليو
- 13 يوليو – جون ميشيل كافالي لاعب كرة قدم.
- 15 يوليو – فينسنت ليندون ممثل فرنسي.
- 18 يوليو – جان ماري درجو مصوّر سينمائي فرنسي.
- 21 يوليو – مالك موسيقي فرنسي.

### أغسطس
- 27 أغسطس – سارون دومينيك متسابق دراجات نارية فرنسي.

### سبتمبر
- 7 سبتمبر – بيير نانترم
- 9 سبتمبر – إريك سيرا ملحن فرنسي.
- 18 سبتمبر – جيل فيسيير حكم كرة قدم فرنسي.

### أكتوبر
- 10 أكتوبر – جان مارك فيراتغ
- 30 أكتوبر – زابو بريتمان

### نوفمبر
- 9 نوفمبر – مهدي حواص

### ديسمبر
- 26 ديسمبر – باسكال غويو دراج فرنسي.

## وفيات

### يناير
- 1 يناير – ريتشارد دوفور (مواليد 1888) نحات فرنسي.

### مايو
- 22 مايو – هنري مارشان (مواليد 1898) ممثل فرنسي.

### يونيو
- 8 يونيو – جان دي لافاروند (مواليد 1887) كاتب فرنسي.
- 23 يونيو – بورس فيان (مواليد 1920)
- 27 يونيو – إلياس، دوق بارما (مواليد 1880) مطالب في دوقية بارما.

### يوليو
- 9 يوليو – جان ريفرزي (مواليد 1914) طبيب فرنسي.
- 16 يوليو – هنري بروست (مواليد 1874) مهندس معماري فرنسي.

### أغسطس
- 1 أغسطس – جان بيرا (مواليد 1921)

### أكتوبر
- 31 أكتوبر – جان كابان (مواليد 1885) فيزيائي فرنسي.

### نوفمبر
- 6 نوفمبر – روجر فنسنت (مواليد 1878) ممثل فرنسي.
- 9 نوفمبر – لويس فرانسيس (مواليد 1900) كاتب فرنسي.
- 18 نوفمبر – بول لوبو (مواليد 1868) كيميائي فرنسي.

### ديسمبر
- 10 ديسمبر – هنري فيدال (مواليد 1919) ممثل فرنسي.